# Marek Kotański

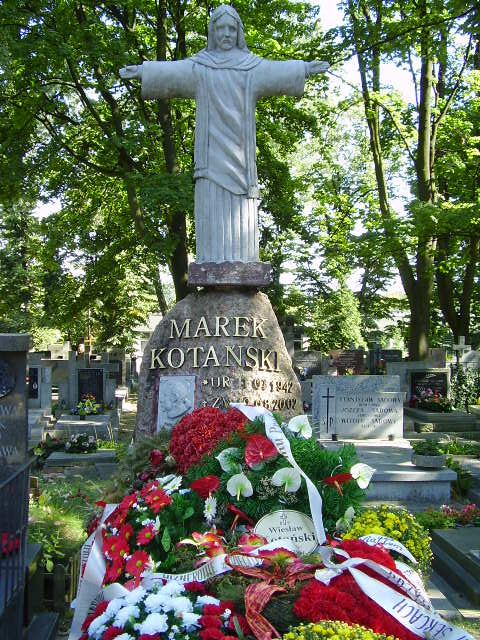
Grób Marka Kotańskiego na Cmentarzu Wojskowym na Powązkach w Warszawie

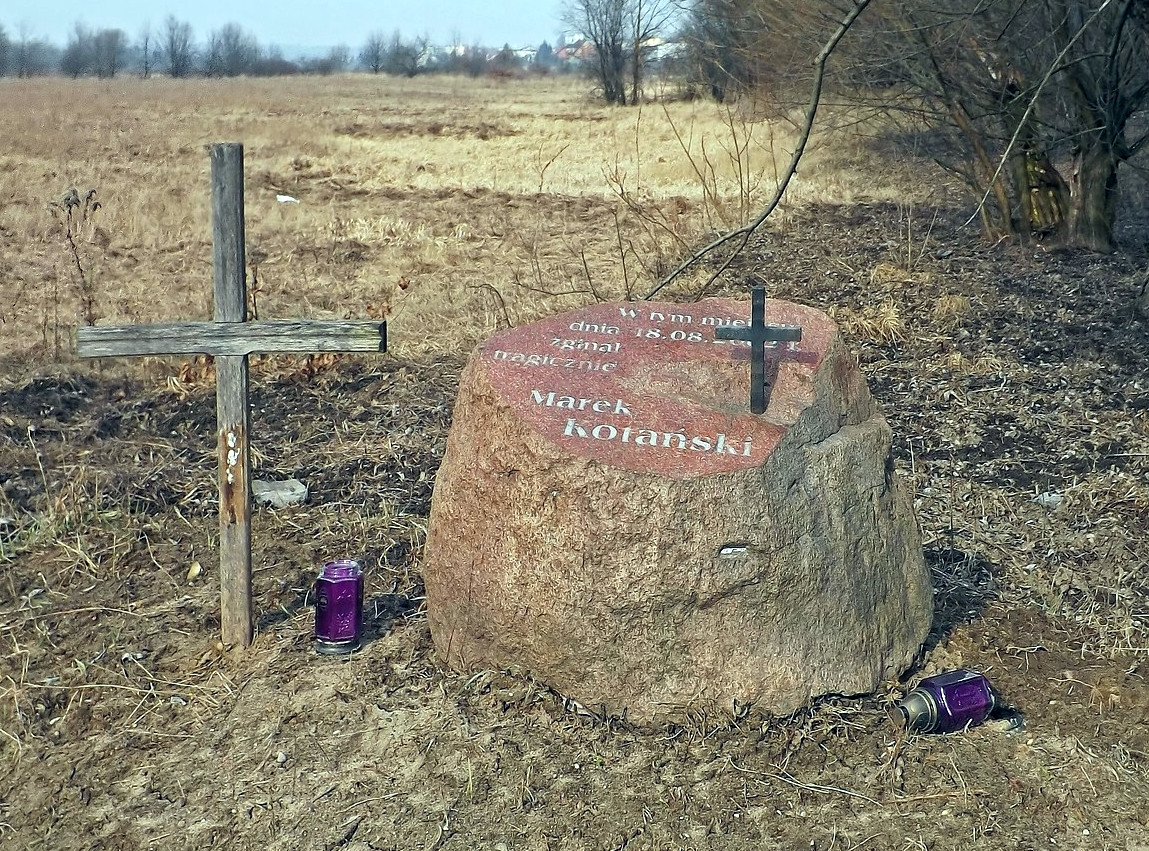
Pamiątkowy kamień w miejscu wypadku Marka Kotańskiego w Nowym Dworze Mazowieckim

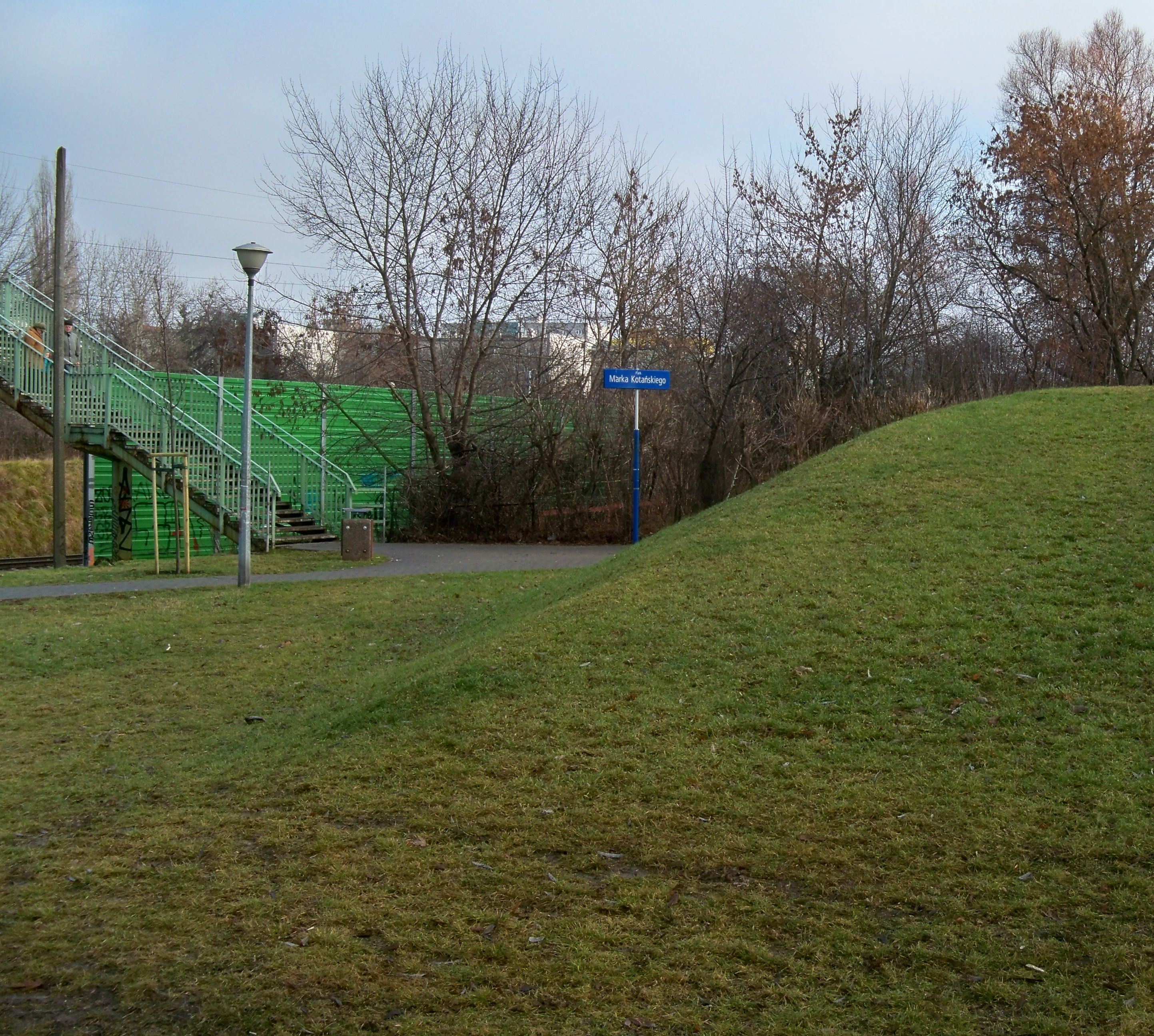
Park im. Marka Kotańskiego w Warszawie

Marek Kotański (ur. 11 marca 1942 w Warszawie, zm. 19 sierpnia 2002 tamże) – polski psycholog, terapeuta, organizator wielu przedsięwzięć mających na celu zwalczanie patologii społecznej i pomaganie osobom uzależnionym od alkoholu, narkotyków, zakażonym HIV, byłym więźniom czy osobom bezdomnym. Twórca m.in. Monaru i Markotu. Zainteresował się ludźmi cierpiącymi na chorobę Alzheimera. Dla nich powstało hospicjum w Wandzinie.

## Życiorys
Jego matka Ludwika była urzędniczką, choć Kotański utrzymywał, że artystką malarką, zaś ojciec Wiesław Kotański był profesorem japonistyki na Uniwersytecie Warszawskim.
Marek od 1960 studiował psychologię na Uniwersytecie Warszawskim, a w czasie studiów w Ruchu Młodych Wychowawców opiekował się sierotami i młodzieżą dotkniętą patologiami społecznymi. Pracę magisterską z tematyki aspiracji ludzkich pisał u prof. Janusza Reykowskiego. Chętnie uczęszczał na wykłady prof. Tadeusza Tomaszewskiego, jak również prof. Marii Żebrowskiej. W okresie młodości oraz studiów jego wzorami osobowościowymi byli Janusz Korczak i Anton Makarenko. Uosobieniem cech, które chciałby posiadać był James Dean. Inspiracje literackie czerpał z Kamieni na szaniec autorstwa Aleksandra Kamińskiego i ze spuścizny Jeana-Paula Sartre'a, Alberta Camusa oraz Fiodora Dostojewskiego. Jego przyjaciółmi z czasów studenckich byli m.in. Maciej i Damian Damięcki oraz Krzysztof Załęski (kustosz warszawskiego Muzeum Narodowego).
Po studiach podjął pracę terapeuty w szpitalu psychiatrycznym przy ul. Dolnej w Warszawie. Współpracował ze Społecznym Komitetem Przeciwdziałania Alkoholizmowi, a także angażował się w tworzenie Ruchu „Trzeźwość”.
W 1974 podjął pracę w Szpitalu Psychiatrycznym w Garwolinie, gdzie mieścił się oddział dla osób uzależnionych od narkotyków (w owym czasie z powodów ideologicznych problemowi temu zaprzeczały władze). W 1980 był uczestnikiem spotkania założycielskiego szpitalnej "Solidarności", jednak ruch ten ostatecznie go nie wciągnął.
Widząc że tradycyjne metody leczenia nie dają pozytywnych rezultatów, rozpoczął pracę metodą społeczności terapeutycznej wzorowanej na doświadczeniach Synanonu – założonej przez Charlesa Dedericha pierwszej w świecie organizacji stawiającej sobie za cel leczenie narkomanów właśnie tą metodą.
Choć Monar jako stowarzyszenie zarejestrowany został dopiero w roku 1981, to jego pierwszy ośrodek założono już 15 października 1978 r. w Głoskowie pod Garwolinem. Urządzono go w opuszczonym i częściowo zrujnowanym dworku, gdzie Marek Kotański rozpoczął pracę z grupą pacjentów ze szpitala w Garwolinie. Efekty okazały się dużo lepsze niż się spodziewano. Obecnie jest ponad 105 ośrodków Monaru (stan na 13.02.2024).
Od 1986 był członkiem Rady Konsultacyjnej przy Przewodniczącym Rady Państwa Polskiej Rzeczypospolitej Ludowej Wojciechu Jaruzelskim. Włączył się w jej prace, mając nadzieję, iż Rada posłuży za miejsce „zbiorowej psychoterapii”, a on sam umożliwi lepszą komunikację pomiędzy jej uczestnikami.
Organizował też osady dla osób z wirusem HIV i chorych na AIDS w ramach stowarzyszenia „Solidarni Plus”.
W latach 1985–1994 był organizatorem akcji „Łańcuch Czystych Serc”, w której setki tysięcy młodych ludzi złączyło dłonie w łańcuchu łączącym Bałtyk z Tatrami i uczestniczyło w koncertach.
W 1989 bez powodzenia kandydował w wyborach do Senatu PRL jako kandydat niezależny w województwie warszawskim.
W 1993 założył Markot – Ruch Wychodzenia z Bezdomności obejmujący 100 ośrodków dla bezdomnych, samotnych matek z dziećmi, osób niepełnosprawnych, terminalnie chorych. Rozwinął również system pomocy dla osób opuszczających więzienia, działający od 1994.
W 2002 roku zainicjował z przyjaciółmi (Bolesławem Śliwickim) wystawienie do lokalnych wyborów młodzieży i aktywu społecznego pod szyldem Ruchu Serc: wystartował on w Gliwicach, nie uzyskując w ich samorządzie mandatów.
Zmarł 19 sierpnia 2002 w Szpitalu Bielańskim w Warszawie w wyniku rozległych obrażeń odniesionych w wypadku samochodowym w Nowym Dworze Mazowieckim. Został pochowany na Powązkach Wojskowych w Warszawie (kwatera A-1a-26).

## Kontrowersje
Marek Kotański był zarejestrowanym źródłem informacji Służby Bezpieczeństwa jako tajny współpracownik. Inne, kontrowersyjne zachowania i praktyki Kotańskiego po latach były ujawniane, w tym religijne nawrócenie i związany z tym zakaz stosowania prezerwatyw zgodnie z nauką Jana Pawła II.

## Upamiętnienie
- Od 2002 corocznie organizowane były koncerty charytatywne „Dzień Kotana – Daj siebie innym”, poświęcone pamięci Marka Kotańskiego.
- W 2006 roku młodzież z łódzkiego Ośrodka Monaru założyła wyczynową drużynę piłkarską w Ozorkowie, która nosi nazwę „KOTAN”, a w herbie klubowym widnieje profil Marka Kotańskiego.
- Jego imieniem nazwano park w warszawskiej dzielnicy Włochy[9].
- Postać Marka Kotańskiego występuje w filmie Najlepszy w reżyserii Łukasza Palkowskiego. Rolę tę grał Janusz Gajos.
- Anna Kamińska Kotański. Bóg ojciec. Konfrontacja, Wydawnictwo Literackie (2021) ISBN 978-83-08-07437-4.

## Odznaczenia
- Państwowe:
  - Krzyż Komandorski Orderu Odrodzenia Polski – 2002, pośmiertnie[10]
  - Krzyż Oficerski Orderu Odrodzenia Polski – 1996[11]
- Pozostałe:
  - nagroda Wiktora – dwukrotnie: 1986, 1987
  - Nagroda „Trybuny Ludu” (1986) za pracę wśród młodzieży zagrożonej zjawiskami patologii społecznej, ze szczególnym uwzględnieniem zorganizowania ruchu „Monar”[12]
  - nagroda imienia Brata Alberta
  - Czerwona Kokardka – 1996[13]
  - Order Uśmiechu – 2000